# 629 Bernardina
629 Bernardina eller 1907 XU är en asteroid i huvudbältet, som upptäcktes 7 mars 1907 av den tyska astronomen August Kopff i Heidelberg. Ursprunget till namnet är okänt.
Asteroiden har en diameter på ungefär 35 kilometer.